# Font de Balasc (l'Hostal Roig)
La Font de Balasc és una font de l'antic terme de Sant Salvador de Toló, actualment pertanyent al municipi de Gavet de la Conca. És dins del territori de l'antiga caseria de l'Hostal Roig.
Està situada a 1.079 m d'altitud, uns 300 metres al nord del lloc i antiga caseria de l'Hostal Roig, a ponent de la carretera local que des de prop de Llimiana mena a l'Hostal Roig.